# 古屠蠍屬
古屠蠍是一屬已滅絕的蠍子，是世界上最早出現的蠍子之一。

## 詞源
屬名意為「古老的殺手」。

## 描述

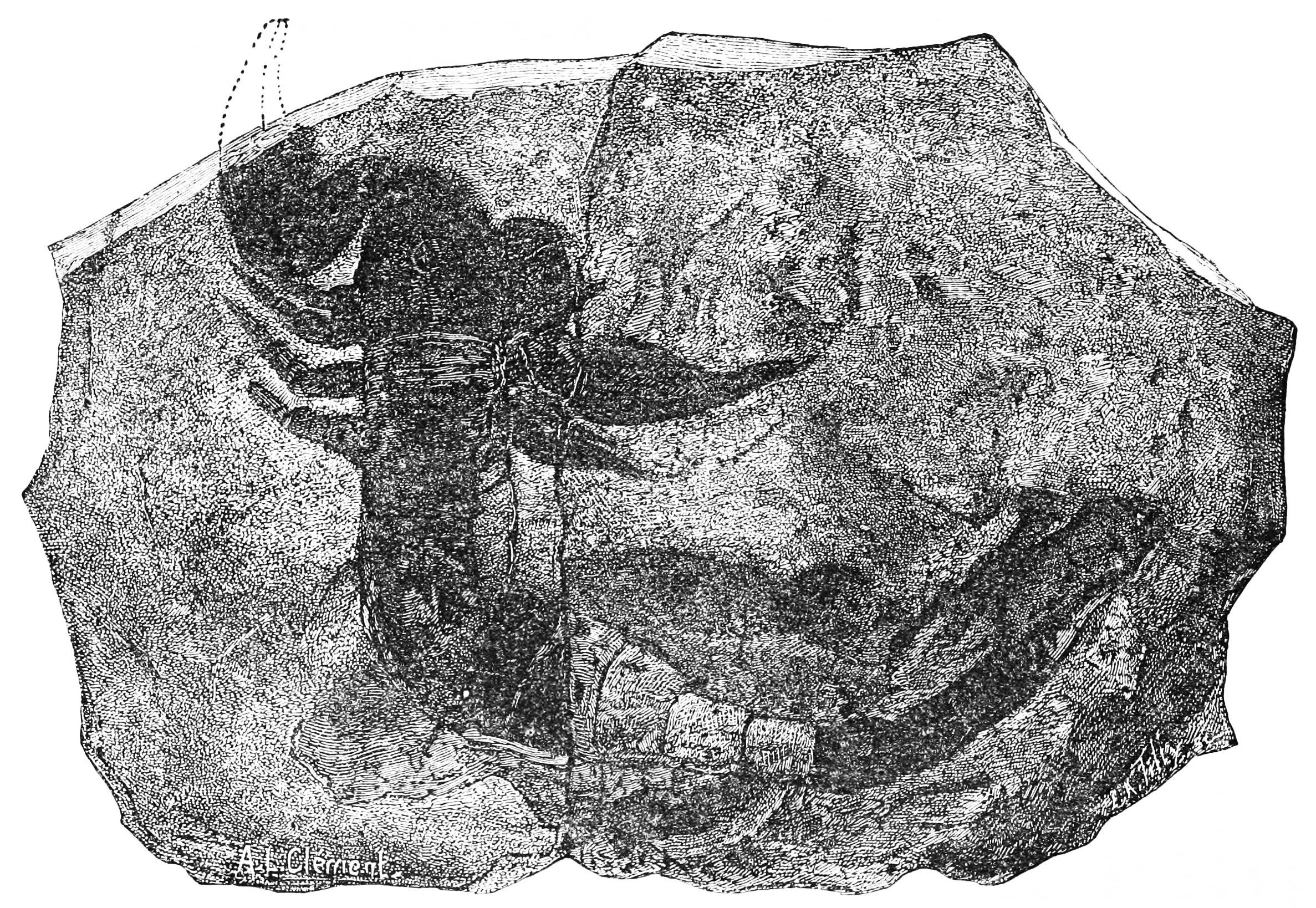
於瑞典發現的古屠蠍化石

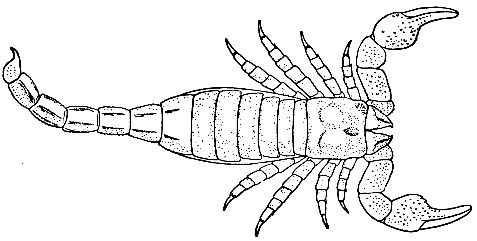
古屠蠍復原圖

古屠蠍的外型和現今出現的蠍子相似，大小約2.5—3.5英寸（64—89 mm），不具有眼睛。
古屠蠍被認為與其他志留紀的蠍子一樣，是最早登上陸地的動物之一。不過，化石研究顯示，古屠蠍其實仍然保有發展完整的鰓，類似於同時期的海蠍；此外，古屠蠍的附肢與海蠍類似，可能是水陸兩棲的掠食動物。

## 化石紀錄
古屠蠍的化石發現於志留紀至石炭紀時期（428.2至314.6百萬年前）的歐洲、美國及加拿大。